# Heinz-Gerd Hofschen
Heinz-Gerd Hofschen (* 13. Oktober 1949 in Rheinhausen; † 22. August 2019) war ein deutscher Historiker  und ehemaliger Leiter der Abteilung Stadtgeschichte im Focke-Museum.

## Leben
Nach dem Heinz-Gerd Hofschen 1968 das Abitur am Krupp-Gymnasium in Rheinhausen bestanden hatte, studierte er Geschichte, Politikwissenschaft und Germanistik in Bonn und Marburg und war wissenschaftlicher Mitarbeiter an der Universität Bremen.  Seine Veröffentlichungen beschäftigen sich mit der Geschichte und Theorie der Arbeiterbewegung, der Geschichte der Bundesrepublik und der Wirtschaftspolitik. Zu aktuellen Themen nahm er in der Deutschen Volkszeitung Stellung.  1992 wechselte er zum Focke-Museum. Als Leiter der Abteilung für Stadtgeschichte im Focke-Museum galt er als ausgewiesener Kenner der Bremer Arbeiter- und Sozialgeschichte. Als Mitherausgeber der Reihe Arbeiterbewegung und Sozialgeschichte leistete Hofschen ab 1998 regionalhistorische Pionierarbeit.  Im Jahr 2013 ging er in den Ruhestand.
In jungen Jahren war er bei den Jungsozialisten (Jusos) aktiv und von 1976 bis 1978 Mitglied des Juso-Vorstandes Marburg, später trat er der SPD bei. Von 1971 bis 1976 war Hofschen Mitglied des Bundesvorstandes und des Bundesausschusses des Sozialistischen Hochschulbundes SHB. Er war von 1978 bis 1980 Mitglied des Ortsvereinsvorstandes der SPD Marburg. Nach seinem Austritt 1999 schloss er sich den Linken an, im Januar 2011 unterlag er in der Stichwahl um die Spitzenkandidatur für die Bürgerschaftswahl in Bremen.
Nach Hofschen ist eine wesentliche Ursache für das Scheitern der Bremer Räterepublik und das Versagen der deutschen Arbeiterbewegung 1932/33 die Uneinigkeit der Linken.

## Veröffentlichungen
- Wolfgang Abendroth, Georg Fülberth, Otto Stuby, Autor Heinz-Gerd Hofschen (Hrsg.): Sozialdemokratie und Sozialismus. August Bebel und die Sozialdemokratie heute, Pahl-Rugenstein, Köln 1974, ISBN 3-7609-0147-6.
- Heinz-Gerd Hofschen, Erich Ott, Hans Karl Rupp: SPD im Widerspruch. Zur Entwicklung und Perspektive der Sozialdemokratie im System der BRD. (= Kleine Bibliothek. 64). Pahl-Rugenstein, Köln 1975, ISBN 3-7609-0166-2.
- als Hrsg.: Bremen 1933-45. Vom Handelszentrum zur Rüstungsschmiede. Eine Ausstellung im Schlachthof, Ausstellungskatalog, Bremen 1983
- Christoph Butterwegge, Heinz-Gerd Hofschen: ¸Sozialdemokratie, Krieg und Frieden – Die Stellung der SPD zur Friedensfrage von den Anfängen bis zur Gegenwart, Verlag-Distel Verlag, Heilbronn, 1984, ISBN 3-923208-05-7.
- Wolfgang Abendroth, Autor Heinz-Gerd Hofschen (Hrsg.): Einführung in die Geschichte der Arbeiterbewegung. Band 1: Von der Anfängen bis 1933. Distel Verlag, Heilbronn 1985, ISBN 3-923208-08-1.
- als Hrsg.: Gesellschaft im Umbruch: Die Zukunft der Arbeit und der Arbeiterbewegung. (= Bremer Vortrage zur politischen Bildung). Bremen 1988, ISBN 3-921630-92-4.
- als Hrsg.: Lafontaine, SPD und Gewerkschaften: die Wirtschaftspolitik – Debatte.  Pahl-Rugenstein, Köln 1989, ISBN 3-7609-1272-9.
- Jutta von Freyberg, Georg Fülberth, Heinz-Gerd Hofschen u. a.: Geschichte der deutschen Sozialdemokratie Von 1863 bis zur Gegenwart. Pahl-Rugenstein, Köln 1989, ISBN 3-7609-0929-9.
- Heinz-Gerd Hofschen, Almut Schwerd (Hrsg.): Zeitzeugen berichten: Die Bremer Arbeiterbewegung in den fünfziger Jahren. Verlag Arbeiterbewegung und Gesellschaftswissenschaft, Marburg 1989.
- Jörg Christiansen (Hrsg.): Bremen wird hell. 100 Jahre Leben und Arbeiten mit Elektrizität. Hauschild Verlag, Bremen 1993, ISBN 3-926598-95-6. (Heinz-Gerd Hofschen Redaktion)
- Arbeiterbewegung und Sozialgeschichte. Heft 1, Bremen 1998.
- Peter Alheit, Hanna Haack, Heinz-Gerd Hofschen, Renate Meyer-Braun: Gebrochene Modernisierung: der langsame Wandel proletarischer Milieus. Donat Verlag, Bremen 1998, ISBN 3-931737-80-2.
- Heinz-Gerd Hofschen: Zwischen Demontage und "Wirtschaftswunder": die Entwicklung der Arbeits- und Lebensverhältnisse der Belegschaft der AG "Weser" in den 1950er Jahren. Universität Bremen, 1999, ISBN 3-88722-375-6.
- Heinz-Gerd Hofschen, Daniel Tilgner, Klaus Wolf In: Klaus Schlottau, Daniel Tilgner (Hrsg.): Der Bremer Überseehafen: Der Hafen – Die Schiffe – Die Kajen – Die Schuppen – Die Menschen. Verlag Temmen, Bremen 2005, ISBN 3-86108-632-8.
- Marcus Meyer, Heinz-Gerd Hofschen: Licht ins Dunkel: Die Freimaurer und Bremen. (= Veröffentlichungen des Bremer Landesmuseums für Kunst und Kulturgeschichte, Focke-Museum. Nr. 108). Temmen Verlag, Bremen 2006, ISBN 3-86108-582-8.
- Heinz-Gerd Hofschen, Karl Ludwig Sommer: Bremen 1945–2010: soviel Wandel war nie. Bilder einer Ausstellung im Focke-Museum, Ausstellungskatalog 2010 vom Focke-Museum